# Costotransversaal gewricht

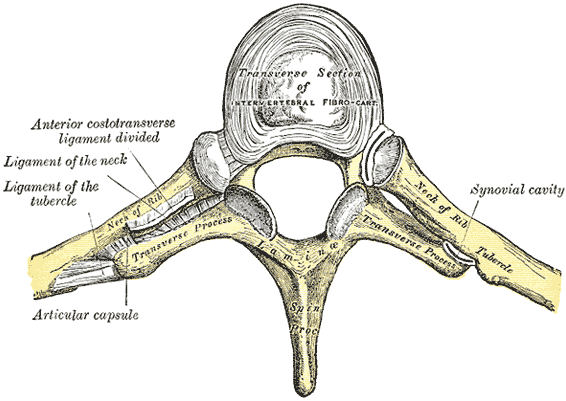
Costotransversaal gewricht bekeken van bovenaf

Costotransversale gewrichten (Latijn: articuli costotransversarii) zijn gewrichten tussen het tuberculum van een rib en de processus transversus van een wervel. Het gewricht wordt omgeven door een dun gewrichtskapsel. Het gewricht wordt gestabiliseerd door enkele ligamenten:
- Het ligamentum costotransversarium: bevestigt de nek van de rib aan de processus transversus van de wervel.
- Het ligamentum costotransversarium laterale: bevestigt de top van de processus transversus aan de nek van de rib lateraal van het gewricht.